# La Grange (acteur)
Pour les articles homonymes, voir La Grange et Varlet.
Charles Varlet, dit La Grange, est un comédien français né en 1635 et décédé à Paris le 1er mars 1692. Camarade de scène de Molière et son successeur à la tête de la Troupe du Roi, il créa certains des principaux rôles de ses pièces, en particulier celui de Dom Juan, et tint pendant plusieurs décennies un registre de ses comptes, qui constitue un document exceptionnel sur la vie théâtrale de la seconde moitié du XVIIe siècle.

## Biographie

### Famille et enfance
Fils aîné d'Hector Varlet, maître d'hôtel du maréchal de Schomberg, et de Marie de La Grange (dont il prendra le patronyme comme nom de théâtre), Charles Varlet est baptisé en l'église Notre-Dame-des-Tables de Montpellier, à l'âge de neuf mois environ, le 9 mars 1636, très probablement tenu sur les fonts par Charles de Schomberg lui-même.
Son frère Achille, qui sera comédien sous le nom de Verneuil, est ondoyé le jour même de sa naissance, le 17 décembre 1636, avec pour parrain Achille de Harlay, évêque de Saint-Malo. Sa sœur Marie-Justine, née le 14 mai 1638 et ondoyée dans les jours suivants en présence de membres de la maison de Schomberg, sera religieuse chez les Visitandines de la rue du Bac à Paris et mourra le 10 août 1685. Achille et Marie-Justine seront baptisés à Saint-Nicolas-des-Champs, le 22 février 1642.
Le 24 avril 1640, le maréchal de Schomberg et sa femme Anne de Halluin avaient fait au jeune Charles une donation de 6000 livres en témoignage de «singulière affection», qui fit l'objet d'une insinuation au Châtelet de Paris en janvier 1641. Quand La Grange en donna quittance, le 5 mars 1663, elle avait été augmentée des intérêts et se montait maintenant à 9.444 livres, que le comédien sut faire circuler et fructifier, à coups de prêts et de placements, avec un non moindre talent que celui qu'il exerçait sur les planches. Ainsi fut-il en mesure, en 1686, d'acheter une maison d'une valeur de 40.000 livres.
C'est probablement au début de l'année 1641 que les époux Varlet et leurs enfants vinrent s'installer à Paris, si l'on admet qu'Hector Varlet avait suivi son patron, venu reprendre possession de son hôtel parisien. Madeleine Jurgens et Élizabeth Maxfield-Miller, à qui l'on doit les renseignements fournis ci-dessus, ajoutent une précieuse indication: l'hôtel de Schomberg se trouvait rue Saint-Honoré, face à la boutique du tapissier Jean Pocquelin, et il y a de grandes chances pour que celui-ci, sinon son fils aîné, le futur Molière, ait connu le père de Charles Varlet.
Mais les actes de mariage des frères Varlet, cités par Auguste Jal dans son Dictionnaire critique de biographie et d'histoire, les disent «fils de défunt Hector Varlet, vivant capitaine au château de Nanteuil». Cette demeure, qu'Henri de Lenoncourt avait fait bâtir, au milieu du siècle précédent, à Nanteuil-le-Haudouin sur les ruines d'un château médiéval, était la propriété des Schomberg depuis trois générations.

### Comédien chez Molière
Il devait appartenir depuis peu de temps à l'une des nombreuses troupes de campagne qui servaient de viviers de comédiens aux théâtres parisiens, lorsqu'au cours du relâche de Pâques 1659, il entra dans la «Troupe de Monsieur, frère du Roi», désormais conduite par le seul Molière et qui jouait, en alternance avec les comédiens italiens du roi, sur la scène du Petit-Bourbon. Quatre autres comédiens y faisaient leur entrée en même temps que lui: Philibert Gassot, sieur du Croisy, et sa femme Marie Claveau, Julien Bedeau, dit Jodelet, et son frère François, dit L'Espy, jusqu'alors membres de la troupe du Marais.
Joseph Béjart étant mort le 25 mai suivant, La Grange reprit les rôles de Lélie dans L'Étourdi,  et d’Éraste dans Le Dépit amoureux, que le défunt avait tenus depuis la création des deux pièces, à Lyon en 1655 et à Béziers à la fin de 1656. Et lorsqu'en septembre, la troupe donna Le Menteur de Pierre Corneille, pour la première fois depuis la mort de Béjart, c'est encore au jeune La Grange, ce nouveau venu, honnête, sérieux et de bonne tenue, que fut confié le rôle principal de Dorante.
Il ne fut pas seulement le jeune premier de la troupe, mignon jeune homme à la perruque blonde et au baudrier brodé, incliné avec grâce, parfait amoureux des gens honnêtes. Il fut aussi considéré comme un excellent comédien, comme en témoigne Samuel Chappuzeau, qui écrivit dans son Théâtre françois (1674) :
« Quoique sa taille ne passe guère la médiocre, c’est une taille bien prise, un air libre et dégagé, et sans l’ouïr parler, sa personne plaist beaucoup. Il passe avec justice pour très bon acteur, soit pour le sérieux, soit pour le comique, et il n’y a point de rôle qu’il n’exécute très bien. Comme il a beaucoup de feu, et de cette honneste hardiesse nécessaire à l'orateur, il y a du plaisir à l'écouter quand il vient faire le compliment. »
Molière le tenait en haute estime, le considérant, sinon comme le meilleur comédien de la troupe, du moins comme l'un des plus capables. C'est en ce sens que la tradition interprète un passage de L'Impromptu de Versailles (fin de la scène I), dans lequel Molière, jouant son propre rôle et distribuant les leurs aux autres comédiens, dit simplement à La Grange: « Pour vous, je n’ai rien à vous dire », lui donnant « devant la postérité un brevet de maître en comédie », comme l'écrira Henry Lyonnet dans son Dictionnaire des comédiens français,.
La confiance de Molière dans ses qualités s'est rapidement traduite de façon concrète. À la date du 14 novembre 1664, La Grange note dans son Registre: « J’ai commencé à annoncer pour [= à la place de] Mons. de Molière ». Autrement dit, il s'est vu confier la charge d’«orateur» de la troupe, qui consistait à haranguer le public pour l'inciter à venir voir les prochains spectacles de la troupe, et à faire le «compliment» — ce qui lui donnait en même temps la responsabilité de faire imprimer les affiches. Pour Molière, c'était la possibilité de ne plus venir au théâtre les jours où il ne jouait pas (à partir de 1663, il cessa de jouer dans les tragédies et dans les comédies d'autres auteurs que lui).
Lorsque, le 5 août 1667, L'Imposteur, nouvelle mouture du Tartuffe créé en 1664, fut interdit après la première représentation, c’est à La Grange et à La Thorillière que Molière confia le soin d'aller présenter un placet à Louis XIV, qui faisait le siège de Lille.

En 1672, il épouse Marie Ragueneau, qui était depuis une dizaine d'années ouvreuse de la salle du Palais-Royal, et que son mariage fit accéder au statut de comédienne sous le nom de Mlle La Grange; elle passe pour avoir été sans charme et plutôt piètre comédienne. Lorsqu'en rédigeant plus tard son registre La Grange arriva à la page d'avril 1672, il nota sobrement : « Le dimanche de Quasimodo 24 avril 1672, je fus fiancé, et le lendemain lundi 25 je fus marié à Saint-Germain-l'Auxerrois avec Mlle Marie Ragueneau de l'Estang, qui est entrée actrice dans la troupe ». Ils eurent deux jumelles, qui moururent quelques heures après leur baptême, le 12 décembre 1672, et, en 1675, une fille, Marie-Jeanne, dite Manon.

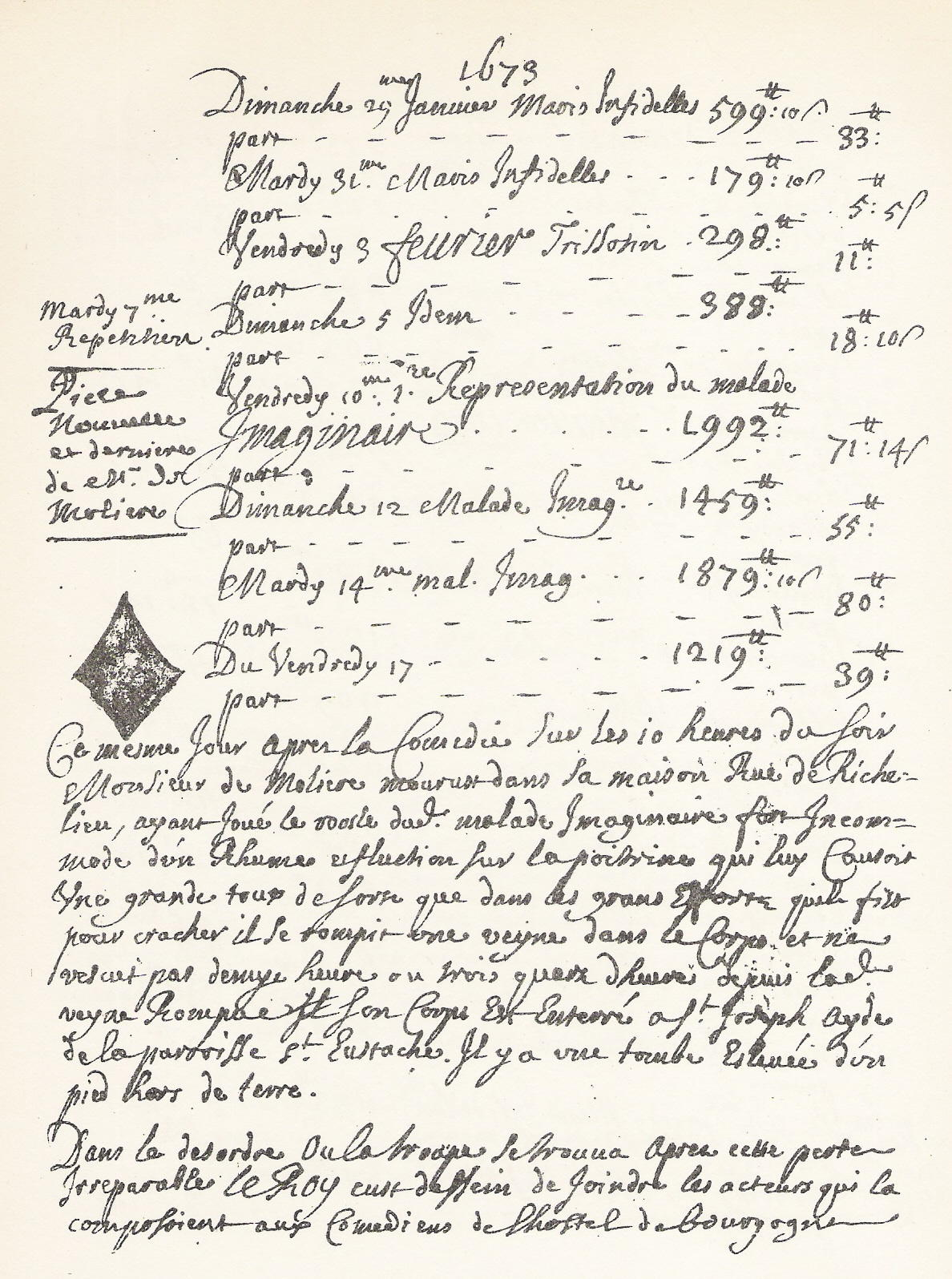
Page du Registre de La Grange relatant la mort de Molière (17 février 1673)

La Grange fut de tous les spectacles, et quand Molière mourut, le 17 février 1673, c'est à lui qu'incomba la direction de l’entreprise, d'autant qu'il jouissait, semble-t-il, de l'entière confiance d'Armande Béjart. Durant le relâche de Pâques, quatre de ses camarades passèrent dans la troupe rivale de l'Hôtel de Bourgogne et Louis XIV accorda la salle du Palais-Royal à Lully pour ses spectacles d'opéra: il fallut alors louer (au prix fort) une nouvelle salle, tandis que les comédiens de la troupe du Marais, dissoute par le roi, étaient invités par ordonnance royale à rejoindre « les comédiens du Roi à l’hôtel dit Guénégaud ». La Troupe du Roy, désormais forte de dix-neuf comédiens, ouvrit la nouvelle salle le 9 juillet 1673.
Lorsqu'en 1680 la Troupe du Roy du Théâtre Guénégaud et la Troupe Royale de l’Hôtel de Bourgogne furent réunies, sur ordre royal, dans ce qui allait être la Comédie-Française, La Grange en fut l’orateur. En 1682, le consortium de libraires qui détenait le privilège d'impression pour les pièces de Molière lui confia la réalisation de la grande édition posthume des Œuvres de Monsieur de Molière, dont il s'acquitta avec son ami Jean Vivot. Il composa en particulier la préface qui se lit en tête du premier tome et que l'on peut considérer comme la première notice biographique consacrée à Molière.
Le 16 décembre 1691, en l'église Saint-André-des-Arts, la jeune Manon La Grange épouse un avocat originaire de Bretagne, François-Louis Musnier du Trohéou, fils de Louis Musnier de Quatremarres et de Fiacre de Gratz. Deux mois et demi plus tard, le 1er mars 1692, La Grange meurt de manière inopinée, laissant inachevé le Registre qu'il avait entrepris de rédiger depuis, semble-t-il, une dizaine d'années. Il est enterré le lendemain, en présence de plus de mille personnes.

## LeRegistrede La Grange

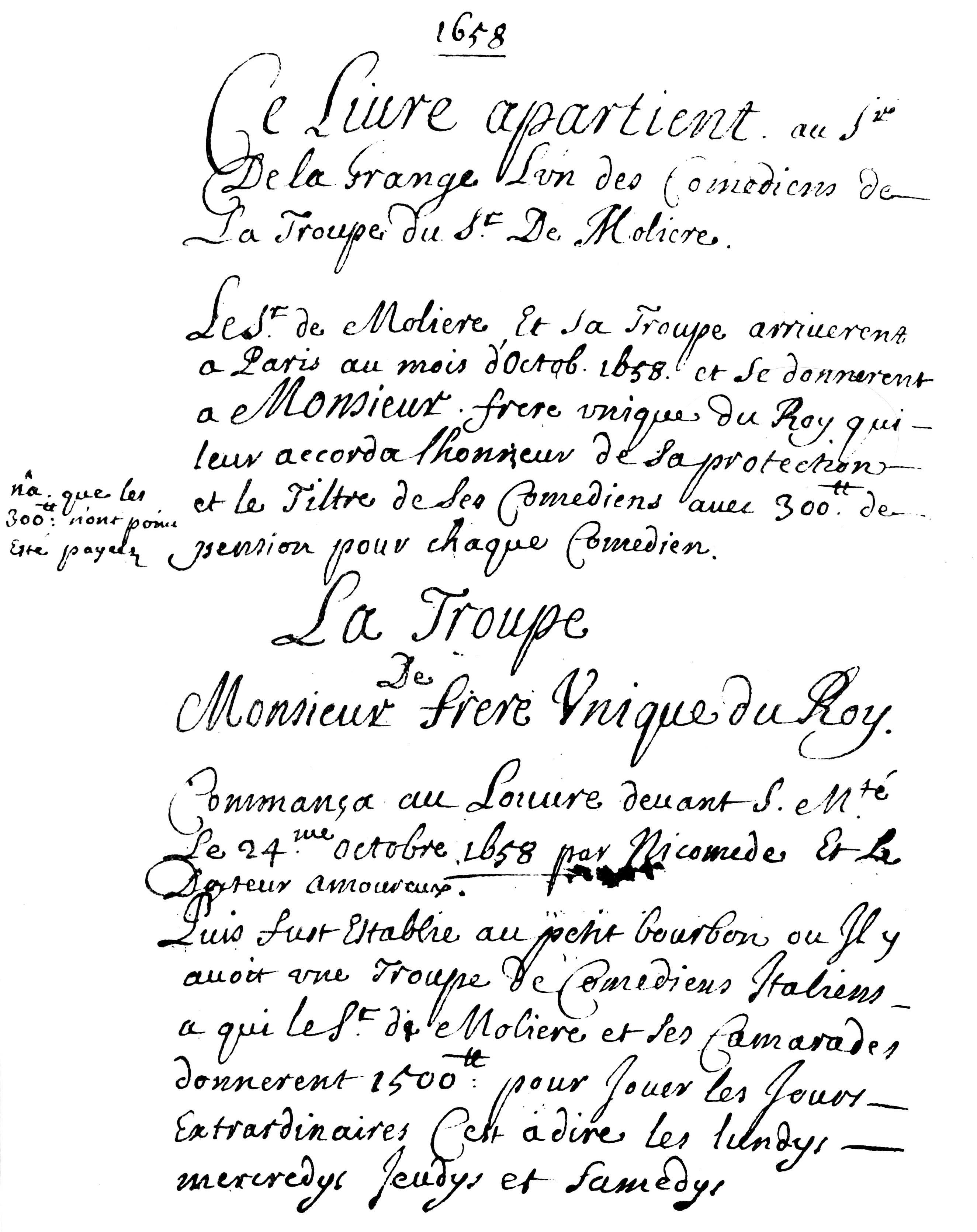
Première page du registre de La Grange

Ce qu'il est convenu, depuis le XIXe siècle, d'appeler le Registre de La Grange, est un livre manuscrit de 359 pages, qui permet de suivre jour après jour l’activité de la troupe de Molière, puis de la Comédie-Française, de 1659 à 1685. Le comédien indique, pour chaque jour de représentation, le titre de la (ou des) pièces représentée(s), la recette et la « part » qui en revient à chaque acteur, une fois déduits les frais ordinaires ou extraordinaires ; il dresse le bilan financier de l’année à la fin de chaque saison théâtrale, au moment du relâche de Pâques, et il fournit la liste des acteurs présents dans la troupe au commencement de chaque nouvelle saison (sauf lorsqu'il n'y a pas eu de changement) ; il ajoute enfin des informations sur la vie de la troupe (décès, mariages, représentations données chez des particuliers ou dans les résidences royales, séjours prolongés à la cour). Ce sont le plus souvent des ajouts en marge, en bas de page ou dans des blancs ; dans le cas d'événements marquants il consacre des développements de quelques lignes à une page ou deux.
On a longtemps pensé que La Grange avait commencé à tenir ce journal dès son entrée dans la troupe en 1659 et qu’il l’a tenu au jour le jour. Il n'en est rien : écriture et encre indiquent que le plus souvent il a rempli d’affilée plusieurs pages correspondant à plusieurs mois, voire plusieurs années, de représentation, et surtout un grand nombre d'erreurs de dates pour des événements importants (mort du comédien Du Parc ou du père de Molière, oubli de la création de Psyché aux Tuileries…) prouvent qu'il recopiait les registres de compte de la troupe en y ajoutant des éléments dont il se souvenait ou qu'il avait notés sur des fiches.
La couverture du livre, conservé à la Bibliothèque-Musée de la Comédie-Française, porte au titre : « Extraict des Receptes et des affaires de la Comedie depuis Pasques de l’année 1659. Apartenant au Sr de la Grange l'un des Comediens du Roy ». En d'autres termes, La Grange n'a pas cherché à tenir un registre de comptes parallèle à ceux que ses camarades et lui-même tenaient à tour de rôle. Car on a conservé trois registres journaliers, dits « de La Thorillière » et « d’Hubert », du nom des comédiens qui les ont tenus, et on y voit que chaque page est consacrée à la représentation du jour, avec le détail des frais, de ce qui est dû par les uns ou les autres, et des sommes qu'a conservées le comédien qui fait office de caissier ; bref, un livre de comptes journaliers, destiné à être vérifié et approuvé par les autres membres de la troupe. La Grange a donc tenu un cahier personnel qui n’a jamais eu vocation à rejoindre les archives de la troupe. C'est pourquoi on y trouve des notations personnelles concernant le mariage du comédien, la naissance de ses jumelles, ou la contestation qu’il a eue avec le reste de la troupe concernant l'engagement de sa femme.
On ne sait pas quelles étaient les intentions de La Grange, lorsqu'il s'est lancé dans la confection de ce document ; on ignore de même à quel moment il s'y est attelé. Peut-être est-ce à force de consulter ses fiches et de se plonger dans les registres de comptes pour fournir les renseignements demandés par les éditeurs de la grande édition posthume des Œuvres de Monsieur de Molière? C'est vraisemblable, sans que nul ne soit en mesure de trancher.
L'édition du Registre publiée en 1876 par les soins de la Comédie-Française, avec une préface d’Édouard Thierry, a longtemps été offerte à chaque nouveau sociétaire faisant son entrée dans « la Maison ».

## Quelques-uns des rôles qu'il a créés
- Lélie, fils de Pandolfe, dans L'Étourdi en 1659 ;
- La Grange, amant rebuté, dans Les Précieuses ridicules le 18 novembre 1659 ;
- Lélie, amant de Célie, dans Sganarelle ou le Cocu imaginaire le 28 mai 1660 ;
- Valère dans L'École des maris le 24 juin 1661 ;
- Lisandre devant la Cour le 7 août et Éraste devant le public le 25 août dans Les Fâcheux ;
- Horace, amant d'Agnès, dans L'École des femmes le 26 décembre 1662 ;
- Le marquis dans La Critique de l'école des femmes le 1er juin 1663 ;
- Un marquis ridicule dans L'Impromptu de Versailles le 14 octobre 1663 ;
- Alcidas, frère de Dorimène, dans Le Mariage forcé le 29 janvier 1664 ;
- Euryale, prince d'Ithaque, dans La Princesse d'Élide le 8 mai 1664 ;
- Valère, amant de Mariane, dans Tartuffe le 12 mai 1664 ;
- Don Juan dans Dom Juan ou le Festin de pierre le 15 février 1665 ;
- Philinte dans le Misanthrope le 4 juin 1666 ;
- Léandre, amant de Lucinde, dans Le Médecin malgré lui le 6 août 1666 ;
- Acanthe dans Mélicerte le 2 décembre 1666 ;
- Corydon dans la Pastorale comique le 5 janvier 1667 ;
- Adraste dans le Sicilien le 14 février 1667 ;
- Amphitryon dans Amphitryon le 13 janvier 1668 ;
- Clitandre, amoureux d'Angélique, dans George Dandin le 18 juillet 1668 ;
- Cléante, fils d'Harpagon, dans l'Avare le 9 septembre 1668 ;
- Éraste, amant de Julie, dans Monsieur de Pourceaugnac le 6 octobre 1669 ;
- Iphicrate, amant magnifique, dans Les Amants magnifiques le 4 février 1670 ;
- Cléonte dans Le Bourgeois gentilhomme le 14 octobre 1670 ;
- Agénor dans Psyché le 17 janvier 1671 ;
- Léandre dans Les Fourberies de Scapin le 24 mai 1671 ;
- Le vicomte dans La Comtesse d'Escarbagnas le 2 décembre 1671 ;
- Clitandre dans Les Femmes savantes le 11 mars 1672, rôle écrit spécialement pour lui par Molière ;
- Cléante dans Le Malade imaginaire le 10 février 1673, où il fit un triomphe dans la leçon de chant avec Mlle Molière.

## Dans la fiction
- Dans le film Molière d'Ariane Mnouchkine (1978) : Jonathan Sutton
- Dans la piece de théâtre « Jean-Baptiste, Madeleine, Armande et les autres...», création et mise en scène de Julie Deliquet pour la Comédie-française - Salle Richelieu (2022)[16],[17] :  Sébastien Pouderoux

- Dans la comédie musicale Molière l'opéra urbain de Dove Attia (2023) : Basile Sommermeyer.
- Dans Le Molière imaginaire, film d'Olivier Py sorti en salle en février 2024, le rôle de La Grange est tenu par Émilien Diard-Detoeuf.